# Karen Uhlenbeck
Karen Keskulla Uhlenbeck (Cleveland, 24 de agosto de 1942) es una matemática estadounidense especialista en ecuaciones en derivadas parciales. Es catedrática emérita de la Universidad de Texas en Austin y Senior Research Scholar en la Universidad de Princeton y en el Instituto de Estudios de Estudios Avanzados (EE. UU.). El 19 de marzo de 2019 recibió el Premio Abel, otorgado por la Academia Noruega de Ciencias y Letras, por sus investigaciones con ecuaciones en derivadas parciales de las formas del espacio en varias dimensiones.

## Biografía
Karen Keskulla Uhlenbeck es la mayor de cuatro hermanos. Nació en Cleveland y creció en Nueva Jersey. Su padre era ingeniero y su madre artista. A los doce años su padre comenzó a llevar a casa los libros de Fred Hoyle sobre astrofísica. "Los encontré muy interesantes. -señala- También recuerdo un pequeño libro de bolsillo llamado "One, Two, Three, (and, in?) Infinity" de George Gamow, y recuerdo la emoción de comprender este argumento tan sofisticado de que había dos tipos diferentes de infinitos. Leí todos los libros de ciencia en la biblioteca y me frustré cuando ya no quedaba nada para leer. Empezó primero a estudiar física en la Universidad de Míchigan, reorientando posteriormente sus estudios hacia las matemáticas. Sus padres eligieron esta universidad por ser menos costosa. Se licenció en 1964. Eligió matemáticas -explica en su autobiografía- porque era una carrera en la que podía "trabajar en solitario", aunque reconoce que posteriormente aprendió habilidades de comunicación para interactuar con estudiantes graduados, una relación que ahora disfruta.
Continuó sus estudios en el Instituto Courant de Ciencias Matemáticas de la Universidad de Nueva York. Logró una beca para graduados de la NSF y tras cuatro años de formación de posgrado se doctoró en 1968 en la Universidad Brandeis con una tesis dirigida por el Dr. Richard Palais.
Empezó su trayectoria profesional con dos breves trabajos -un año en el Instituto de Tecnología de Massachusetts- dos en la Universidad de Berkeleyy cinco en la Universidad de la Illinois en Urbana-Champaign.
"Tuve la suerte de recibir una beca Sloan y, en lugar de hacer algo matemáticamente útil, me tomé un tiempo libre de enseñanza para reorganizar mi vida. Ya había conocido a Lesley Sibner, que me ha servido como modelo y asesora durante muchos años. También empecé a trabajar con Jonathan Sacks y Bill Abikoff me enseñó la teoría de Teichmueller. Estos fueron mis primeros contactos matemáticos cercanos" explica.
En 1982 se mudó a Chicago donde obtuvo una beca MacArthur y en 1983 obtuvo una plaza de profesora en la Universidad de Chicago. En 1988 se trasladó a la Universidad de Austin, donde ocupó la cátedra de matemáticas de la Fundación Sid W. Richardson. Forma parte, con Dan Freed, de los fundadores del Instituto de matemáticos de Park City, donde el [ crecimiento de su hijo pudo por varios seminarios, donde pasó por un cáncer hasta llevarla a la muerte 
En la actualidad es catedrática emérita de la Universidad de Texas en Austin y Senior Research Scholar en la Universidad de Princeton y en el Instituto de Estudios de Estudios Avanzados (EE. UU.).

## Investigación
Está considerada una de las fundadoras del área del análisis geométrico por sus trabajos en aplicaciones armónicas y sus trabajos han favorecido importantes avances en el campo de las ecuaciones en derivadas parciales geométricas, la teoría gauge y los sistemas integrables.
Uhlenbeck ha trabajado primero en el cálculo de variaciones y posteriormente se dio a conocer principalmente por sus trabajos sobre ecuación en derivadas parciales no lineales en varios problemas geométricos y físicos —desarrolladas originalmente por la necesidad de describir fenómenos como el electromagnetismo, pero que ahora se utilizan en multitud de contextos, como el estudio de las formas del espacio en varias dimensiones—  sobre los cuales ha colaborado en la Universidad de Chicago con Shing-Tung Yau. 
A principios de los 1980 obtuvo con Jonathan Sacks el teorema sobre la existencia de inmersiones armónicas de superficies compactas en 3-variedades de Riemann.
Uhlenbeck ha demostrado la existencia de medidores de Coulomb para las ecuaciones de Yang-Mills y ha deducido, ya que estas ecuaciones resultan elípticas para un calibre determinado, propiedades analíticas de sus soluciones. En particular, sus estimaciones sobre las soluciones (autoduales) instantones de las ecuaciones de Yang-Mills han constituido trabajos analíticos previos para la clasificación de las estructuras diferenciables sobre las variedades de dimensión 4 por Donaldson, quien recibió por ello la Medalla Fields en 1986. El resultado se engloba en la teoría gauge en la que se interesó tras escuchar una charla de Michael Atiyah en la Universidad de Chicago.  Ha trabajado también en las ecuaciones de ondas no lineales y en los sistemas integrables a una infinidad de cantidades conservadas (solitones).[cita requerida]

### Mujeres y matemáticas
A lo largo de su carrera ha denunciado los prejuicios contra las mujeres y las dificultades en los espacios profesionales de matemáticas. “Me dijeron que nadie contrataba a mujeres, porque las mujeres debían estar en casa y tener bebés” explicó en un libro publicado en 1997.  "No puedo pensar en una mujer matemática para quien la vida haya sido fácil. Los esfuerzos heroicos tienden a ser la norma".
“Soy consciente de que soy un modelo para las mujeres jóvenes en el campo de las matemáticas. Y, en parte, por eso estoy aquí. Sin embargo, es difícil ser un modelo, porque lo que realmente tienes que hacer es mostrar a los estudiantes que una persona imperfecta puede triunfar" señala en Viajes de mujeres en ciencia e ingeniería: no hay constantes universales.
En efecto, el jurado destacó que Uhlenbeck es "un modelo a emular y una firme defensora de la igualdad de género en el mundo de las Ciencias y las Matemáticas".

## Premios y reconocimientos
Recibió en 1983 una beca MacArthur, la consagración en 1988 como conferenciante en Noether, una invitación como oradora en el Congreso internacional de Matemáticos  de 1990 en Kioto (conferencia plenaria sobre las aplicaciones del análisis no lineal a la topología), en el de Varsovia en 1983 (conferencia sobre los problemas variacionales sobre la teoría de campo de gauge) y al coloquio de la Sociedad Matemática Americana de 1985. La Medalla Nacional de la Ciencia (Estados Unidos) en 2000 y, en 2007, el premio Steele por su contribución a la investigación. Es doctora honoris causa por la universidad de Harvard. Ha sido elegida miembro de la Academia estadounidense de las artes y de las ciencias y, en 1986, de la Academia Nacional de Ciencias. 
En marzo de 2019 recibió el premio Abel 2019 dotado con 770.000 euros, convirtiéndose en la primera mujer ganadora de esta distinción que se otorga desde 2003. “El reconocimiento de los logros de Uhlenbeck debería haber sido infinitamente mayor, ya que su trabajo ha conducido a algunos de los avances en matemáticas más espectaculares de los últimos 40 años”, declaró en un comunicado el físico Jim Al-Khalili, miembro de la Royal Society al conocer que se había otorgado el premio a Uhlenbeck.

## Vida personal
En 1964 se casó con su primer marido, el biofísico Olke Cornelis Uhlenbeck, hijo de George Uhlenbeck. Sus suegros, intelectuales europeos, fueron una importante influencia en su trayectoria, explica Uhlenbeck.

## Publicaciones (selección)
- (en) (con Daniel S. Freed), Instantons and Four-Manifolds, Springer, coll. « Mathematical Sciences Research Institute publications » (no 1), 1984 (ISBN 0-387-96036-8)
- (en) « Removable Singularities in Yang Mills Fields », Comm. Math. Phys., vol. 83, no 1, 1982, p. 11-29
- (en) « Connections with Lp bounds on curvature », Comm. Math. Phys., vol. 83, no 1, 1982, p. 31-42
- (en) (con Chuu-Lian Terng), « Geometry of Solitons », Notices Amer. Math. Soc., vol. 47, no 1, 2000, p. 17-25